# Анналиев, Абды Анналиевич
Абды Анналиевич Анналиев — советский хозяйственный, государственный и политический деятель.

## Биография
Родился 1 августа 1920 года в ауле Курруклы Ербентского района Ашхабадского уезда Закаспийской области. Член КПСС с 1944 года.
В 1933 году окончил сельскую школу и вместе с родителями переезжает в г. Ашхабад.
С 1933 по 1937 гг. учащийся Фабрично-заводского училища при Ашхабадской текстильной фабрике.
С 1937 по 1940 гг. учащийся Техникума хлопчато-ткацкой промышленности. В 1940 году призвался в ряды Красной Армии.
В 1941 году прошёл 3-х месячные курсу младших лейтенантов в Зак. ВО с назначение Командиром огневого взвода.
В 1942 году участвовал в Керченско-Феодосийской десантной операции. Участник обороны Новороссийска. К январю 1943 года — начальник артиллерии 1331 СП Сев-Кав. ВО.
В январе 1943 года при проведении разведки боем получил тяжелое пулевое ранение и был отправлен на полугодовое лечение в госпиталь.
В июне 1943 года был отправлен на долечивание в родной г. Ашхабад, где был назначен на должность Инспектора Бюро учёта и распределения рабочей силы при СНЛ ТССР. Позже Референт СНК ТССР.
В 1944 году принят в члены КПСС.
С 07.1944 по 01.1945 гг. слушатель Курсов усовершенствования офицеров пехоты САЗ ВО. По окончании в звании старшего лейтенанта вплоть выхода в запас в 11.1945 года находился в резерве офицерского состава 4-го Украинского Фронта.
Боевые награды: Орден «Красная Звезда», медаль «За оборону Кавказа» и медаль «За победу над Германией». На юбилей 40-летия победы над Германией вручен орден «Отечественная война II степени».
Биография после ВОВ:
1945—1946 гг. Помощник начальника промышленной группы СМ ТССР.
1946—1951 гг. Студент Московского ордена Трудового Красного знамени института нефти газа им. академика И. М. Губкина.
1951—1954 гг. Мастер по добыче нефтепромысла № 3 управления «Кумдагнефть». Заведующий промысла № 2 управления «Кумдагнефть» объединения «Туркменнефть».
1952 год. Член Красноводского обкома КП ТССР.
1952—1976 гг. Член ЦК КП ТССР.
1955—1976 гг. Постоянный депутат Верховного Совета ТССР.
1954—1957 гг. Первый секретарь Небит-Дагского горкома КП ТССР.
1957—1960 гг. Заместитель председателя СНХ ТССР. С группой специалистов из г. Москва участвовал в разработке перспективного плана развития промышленного потенциала ТССР в период «Хрущевской семилетки» и последующим претворением их в жизнь уже на посту Председателя СМ ТССР. В 1959 году был активным участником и вдохновителем проведения первого празднования юбилея великого туркменского поэта и философа Махтумкули Фраги (225-летие), где в первый раз собрались представители всех диаспор туркмен из других стран (Турция, Иран, Сирия, Ирак и др.).
1960—1963 гг. — Председатель Совета Министров ТССР и Министр иностранных дел ТССР. У союзного центра вызывала недовольство проводимая им независимая политика в защите интересов республики. Узбекских руководители выражали недовольство выведением из их подчинения отраслей народного хозяйства ТССР. Единственным предприятием оставшимся в подчинении Ташкента вплоть до распада СССР оставалось Туркменское отделение Среднеазиатской жд. Справка ЦК КПСС «в практической деятельности допускал серьёзные недостатки, слабо руководил промышленностью и сельским хозяйством, болезненно реагировал на критические замечания, проявлял нервозность и грубость в обращении с подчиненными». Постоянные нападки со стороны союзного центра, интриги во внутриреспубликанском руководстве и извне вынудили его в марте 1963 года выйти с заявлением о переводе на работу по специальности на очередной сессии Верховного Совета ТССР.
1960—1968 гг. Депутат Верховного Совета СССР.
1961 год. Делегат XXII съезда КПСС.
1961 год. Кандидат в члены ЦК КПСС.
1963—1965 гг. Начальник Главного управления нефтяной, газовой и химической промышленности Среднеазиатского СНХ вплоть до упразднения Среднеазиатского экономического района.
1965—1966 гг. Заместитель председателя СНХ ТССР.
1966—1976 гг. Начальник ВПО «Туркменгазпром». С нуля была создана газовая промышленность ТССР, которая и поныне является основой экономики современного Туркменистана. Развитый при его руководстве потенциал геологической разведки и разработки месторождений, добычи природного газа в сумме с заботой о работниках-газовиках (строительство поселков газовиков Газачак и Шатлык с развитой социальной инфраструктурой, создание для снабжения работников ОРСов и УРСов, строительство жилья и пр.) задал мощную инерцию на дальнейшее развитие. За время руководства объединением добыча природного газа выросла с 51 млн. м3. до 55 млрд. м3. Первенцем газовых месторождений ТССР являлся Ачак (Газоджак), который ему пришлось защищать от притязаний Узбекской ССР, которая планировала с мотивировкой «экономическая целесообразность» присоединить земли месторождения к Хорезмской области. На месторождении Ачак впервые был применен способ «Одновременно-раздельной эксплуатации двух газоносных горизонтов». Экономический эффект от внедрения нового способа добычи природного газа составил 800 млн рублей. В дальнейшем данный метод был применен на других новых крупных месторождениях Шатлык, Майское, Наип, Гагаринское и пр., которые стали ресурсной базой системы газопроводов «Средняя Азия — Центр». Во главе с группой специалистов был удостоен звания лауреата Государственной премии ТССР в области науки и техники. Имеет знак «Первооткрыватель месторождения», «Отличник газовой промышленности СССР» и другие поощрения от Министерства газовой промышленности СССР. На очереди была разработка нового крупного месторождения Советабад (Довлетабад-Донмез с 1991 года), который стал основной ресурсной базой ТССР и современного Туркменистана до наших дней. Газовики Туркменистана и поныне называют его «Отцом туркменского газа». В 1976 году подвергся репрессии со стороны партийного руководства ТССР. Под давлением партийно-хозяйственного руководства ТССР Зав. Отделом нефтяной, газовой и химической промышленности ЦК КП ТССР Лещинский Ю. Е. дал ход составленной в их недрах клеветнической Записке о недостатках и злоупотреблениях, на основании которой в июне 1976 года на очередном пленуме ЦК КП ТССР был снят с должности с формулировкой «за допущенные серьёзные недостатки в работе и злоупотребление служебным положением». До настоящего времени не реабилитирован. Много позже на пенсии автор клеветы в покаянных словах оправдывал себя перед ним, что был поставлен перед выбором лишиться должности Зав. отделом ЦК или участием в расправе. В середине 2000-х была предпринята последняя попытка реабилитации. ГК «Туркменгаз» собрал необходимые документы и сделал запрос в правительство. Был получен отказ с формулировкой «Политическая нецелесообразность».
1976—1982 гг. Главный инженер НПО «Солнце» АН ТССР. Имеет патенты авторского права на 3 технических открытия.
1966—1976 гг. Постоянный Председатель Гос. экзаменационной комиссии в Туркменском политехническом институте
1982 год. После выхода на пенсию разные годы был преподавателем и членом Гос. экзаменационной комиссии в Туркменском политехническом институте.
1989 год. до распада СССР. Помощник-советник народного депутата СССР. Председатель комиссии по трудоустройству ветеранов Туркменского республиканского Совета ветеранов войны и труда.
Умер на пенсии 7 июля 2007 года в г. Ашхабад в возрасте 87 лет.
Награды за труд: орден «Трудового Красного Знамени», два ордена «Знак почета», лауреат Государственной премия ТССР в области науки и техники.